# Абдрахманов Асаф Кутдусович
Асаф Кутдусович Абдрахманов (тат. Асаф Котдус улы Габдерахманов; 20 грудня 1918 — 3 вересня 2000) — офіцер ВМФ СРСР, Герой Радянського Союзу (1944).

## Біографія
Народився 20 грудня 1918 року в місті Агризі (нині Республіка Татарстан Російської Федерації) в родині вчителя. Татарин. У дитинстві жив в селі Іж-Боб'ї Агризького району, де закінчив неповну середню школу. По закінченні авіаційного технікуму в Казані, працював на авіаційному заводі техніком-монтажником.
У військово-морському флоті з 1939 року. У 1942 році закінчив Вище військово-морське училище. Член ВКП(б) з 1944 року. Прибувши на діючий флот, лейтенант Абдрахманов був направлений в одну з військових частин Азовської військової флотилії і призначений командиром бронекатера. В листопаді 1943 року при форсуванні Керченської протоки висадив перші штурмові загони і багаторазово під ворожим артилерійським вогнем доставляв на Керченський півострів війська і боєприпаси.
Указом Президії Верховної Ради СРСР від 22 січня 1944 року за мужність і героїзм, проявлені в боротьбі з німецько-фашистськими загарбниками, старшому лейтенанту Абдрахманову Асафу Кутдусовичу присвоєно звання Героя Радянського Союзу з врученням ордена Леніна і медалі «Золота Зірка» (№ 2 904).
| Надгробок         |
| меморіальна дошка |

Після війни до 1973 року продовжував службу у ВМФ СРСР. З 1963 року по 1968 рік був командиром корабля вимірювального комплексу «Сучан/Спаськ» (Камчатка). У відставці капітан 1-го рангу А. К. Абдрахманов жив у Севастополі, в будинку на вулиці Суворова, 29. Помер 3 вересня 2000 року. Похований на Алеї Героїв міського кладовища «Кальфи» в Севастополі.

## Нагороди
Нагороджений орденом Леніна, двома орденами Червоного Прапора, орденами Вітчизняної війни 1-го і 2-го ступеня, трьома орденами Червоної Зірки, медалями.

## Вшанування пам'яті
Ім'я Героя було присвоєне піонерській дружині в Агризькій середній школі. У Севастополі, на будинку по вулиці Суворова, 29, в якому жив Герой, встановлена меморіальна дошка. Погруддя А. К. Абдрахманова встановлене у Севастополі на території Академії ВМС України імені П. С. Нахімова.